# Flanhard
Flanhard ist ein Wohnplatz im Wuppertaler Stadtbezirk Barmen (Ortsteil Hatzfeld), Nordrhein-Westfalen.

## Lage und Beschreibung
Flanhard liegt im nördlichen Teil des Wuppertaler Stadtgebiets an der Stadtgrenze zu Sprockhövel-Gennebreck auf der Höhenlage (300 m ü. NHN) des Haßlinghauser Rückens, der Wasserscheide zwischen den Flusssystemen der Wupper und der Ruhr. Die Landesstraße 432 (hier Hatzfelder Straße genannt) führt an dem Ort vorbei.
Nachbarorte sind neben dem Hatzfelder Siedlungskern die Wohnplätze Sauerholz, Tente, Riescheid, Dahl, Mallack, Kuckuck, Einergraben und Schaumlöffel auf Wuppertaler und Kreiskotten, Huxel und Kuhstoß auf Sprockhöveler Stadtgebiet.
Durch das Heranwachsen der Hatzfelder Wohn- und Gewerbegebiete ist der Wohnplatz heute Teil der geschlossenen Bebauung. Eine gleichnamige Straße Flanhard erschließt die rückwärtigen Siedlungsbereiche neueren Datums.
Bei Flanhard befinden sich mehrere Gebäude der Troxler-Haus Behindertenwerkstätten und ein Troxler-Haus Behindertenwohnheim. Der südlich der Hatzfelder Straße gelegene Teil des Wohnplatzes wurde durch die Werksanlagen der Firma Axalta Coating Systems überbaut.

## Etymologie und Geschichte
Die Flurbezeichnung auf der Fladenhard ist bereits im Jahre 1597 belegbar. Der Appellativ -hardt ist ein Toponym für Bergwald, bewaldeter Hang, und nimmt Bezug auf die Höhenlage. Das Bestimmungswort leitet sich von Fladen, Flad in der Bedeutung Sumpfgras, Binse ab.
Flanhard bestand laut einem Gennebrecker Güterverzeichnis 1704 aus ein oder zwei Hofgütern. Beeinflusst durch das nahe Textilzentrum in Wuppertal wurde im Ort die Bankwirkerei betrieben.
Flanhard gehörte bis 1807 der Gennebrecker Bauerschaft innerhalb des Hochgerichts und der Rezeptur Schwelm des Amts Wetter in der Grafschaft Mark an. Von 1807 bis 1814 war Flanhard aufgrund der napoleonischen Kommunalreformen im Großherzogtum Berg Teil der Landgemeinde Gennebreck innerhalb der neu gegründeten Mairie Hasslinghausen im Arrondissement Hagen, die nach dem Zusammenbruch der napoleonischen Administration nun der Bürgermeisterei Haßlinghausen (ab 1844 Amt Haßlinghausen) im Landkreis Hagen (ab 1897 Kreis Schwelm, ab 1929 Ennepe-Ruhr-Kreis) angehörte.
Durch den Ort führte eine Kohlenstraße von Witten nach Elberfeld, auf der den Fabriken im Wupperraum durch selbstständige Kohlentreiber der Brennstoff geliefert wurden.
Flanhard erscheint auf der Niemeyerschen Karte, Ausgabe Spezialkarte des Bergwerkdistrikts des Distrikts Blankenstein, von 1788/89 als Ansammlung von vier räumlich getrennten Einzelhäusern. Der Ort ist auf der Topographischen Aufnahme der Rheinlande von 1824 als Flanhardt und auf der Preußischen Uraufnahme von 1840/44 als Flanharde (südlich der Hatzfelder Straße) und An d. Flanhardt (nördlich der Hatzfelder Straße) verzeichnet. Ab der Preußischen Neuaufnahme von 1892/96 ist der Ort auf Messtischblättern der TK25 als Flanhard verzeichnet. In Adressbüchern von 1850 und 1858 erscheint der Ort ebenfalls als Flanhard.
1818 lebten 18 Menschen im als Weiler kategorisierten Ort. Das Gemeindelexikon für die Provinz Westfalen gibt 1885 dann auch für Lehn eine Zahl von 54 Einwohnern an, die in vier Wohnhäusern lebten. 1895 besitzt der Ort sechs Wohnhäuser mit 69 Einwohnern, 1905 zählt der Ort vier Wohnhäuser und 63 Einwohner.
Um die Wende zum 20. Jahrhundert bestanden südlich von Flanhard zwei Ziegeleien, die ebenfalls ab Mitte des 20. Jahrhunderts von den Werksanlagen der Lackfabrik überbaut wurden. Mit der Kommunalreform von 1929 wurde der südliche Teil von Gennebreck um Flanhard abgespalten und in die neu gegründete Stadt Wuppertal eingemeindet.